# Велисевич, Виктория Алексеевна
Виктория Алексеевна Велисевич (род. 25 октября 1996, Кемерово) — российская волейболистка, центральная блокирующая.

## Биография
Начала заниматься волейболом в 2008 году в кемеровской ДЮСШ № 2. 1-й тренер — С. Т. Ташматов. В 2012 приглашена в Омск, где на протяжении четырёх сезонов выступала за фарм-команду ВК «Омичка», в 2014 став в её составе серебряным призёром Молодёжной лиги чемпионата России. После прекращения деятельности омского клуба (в 2016) один сезон отыграла в Иркутске, а затем перешла в «Тюмень-ТюмГУ». В 2021—2022 выступала за нижегородскую «Спарту», с которой дебютировала в суперлиге. В 2022 заключила контракт с ВК «Енисей», в молодёжной команде которого с 2019 играет Ксения Велисевич — младшая сестра Виктории. С 2024 играла за «Тулицу», а в 2025 перешла в «Омичку». 

### Клубная карьера
- 2012—2016 —  «Омичка»-2 (Омск) — молодёжная лига;
- 2016—2017 —  «Ангара» (Иркутск) — высшая лига «Б»;
- 2017—2021 —  «Тюмень-ТюмГУ» (Тюмень) — высшая лига «А»;
- 2021—2022 —  «Спарта» (Нижний Новгород) — суперлига;
- 2022—2024 —  «Енисей» (Красноярск) — суперлига;
- 2024—2025 —  «Тулица» (Тула) — суперлига;
- с 2025 —  «Омичка» (Омск) — суперлига.

## Достижения
- серебряный призёр Молодёжной лиги чемпионата России 2014.
- бронзовый призёр розыгрыша Кубка Сибири и Дальнего Востока 2017.